# Barbula geminata
Barbula geminata är en bladmossart som beskrevs av C. Müller 1900. Barbula geminata ingår i släktet neonmossor, och familjen Pottiaceae. Inga underarter finns listade i Catalogue of Life.